# مبنای منفی

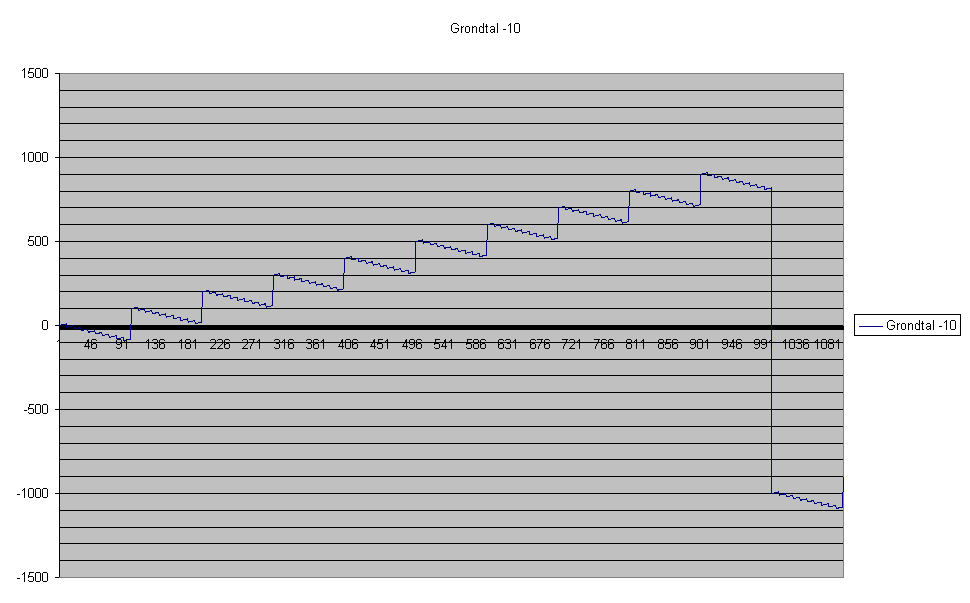
مبنای منفی

مبنای منفی (انگلیسی: Negative base) نام مبناهایی در ریاضیات است که در آنها، مبنا عددی منفی است.
اصول و قواعد بنیادین مبناها در این نوع مبناها نیز صادق است با این تفاوت که هنگام تغییر مبنای عدد مورد نظر از مبنای دسیمال(دهدهیِ مثبت) به نگادسیمال(دهدهیِ منفی) تقسیمات متوالی را باید به گونه‌ای انجام دهیم که باقیمانده‌ها همواره اعدادی مثبت باشند.
به طور مثال عدد ۱۲٬۲۴۳ در مبنای -۱۰ (نگادسیمال) را در نظر بگیرید:
| مضرب            | مضرب            | مضرب         | مضرب         | مضرب       |
| (−۱۰)۴ = ۱۰٬۰۰۰ | (−۱۰)۳ = −۱٬۰۰۰ | (−۱۰)۲ = ۱۰۰ | (−۱۰)۱ = −۱۰ | (−۱۰)۰ = ۱ |
| --------------- | --------------- | ------------ | ------------ | ---------- |
| ۱               | ۲               | ۲            | ۴            | ۳          |

از آنجایی که ۱۰٬۰۰۰ + (−۲٬۰۰۰) + ۲۰۰ + (−۴۰) + ۳ = ۸٬۱۶۳، لذا نمایش ۱۲٬۲۴۳−۱۰ پس از تغییر مبنا از -۱۰ به ۱۰ برابر با ۸٬۱۶۳۱۰ بوده و عدد −۸٬۱۶۳۱۰  پس از تغییر مبنا از ۱۰ به -۱۰ به شکل ۹٬۹۷۷ −۱۰ نمایش داده خواهد شد.
اعداد منفی (مانند -۱۰) و مثبت (مانند ۱۰) در مبناهای منفی نمایش مثبت خواهند شد و این باعث می‌شود در سیستم‌های محاسباتی نیازی به فضا برای نگه‌داری علامت عدد (مثبت یا منفی) نباشد اما به همین دلیل اعداد با مبنای منفی مقادیر بزرگتری نسبت به مشابه‌شان در مبنای مثبت دارند به طور مثال −۸٬۱۶۳۱۰ (مبنای دهدهی) در مبنای-۱۰ برابر با  ۹٬۹۷۷−۱۰ است.